# 埃及鱷屬
埃及鱷屬（屬名：Aegyptosuchus）意為「埃及的鱷魚」，是鱷形超目真鱷類埃及鱷科的一屬。埃及鱷被分類於獨自的埃及鱷科，一度被改歸類於腔鱷科。目前只有一個種，Aegyptosuchus peyeri。